# Jacobo González Rodrigáñez
Jacobo González Rodrigáñez (Madrid, España, 25 de marzo de 1997) es un futbolista español. Juega como extremo y su equipo es el Córdoba C. F. de la Segunda División de España.

## Trayectoria
Nacido en Madrid, se incorporaría a las categorías inferiores del Real Madrid C. F. en 2009, con 12 años de edad. El 9 de julio de 2016 fichó por la A. D. Alcorcón "B", que jugaba en Tercera División.
El 20 de agosto de ese mismo año hizo su debut profesional, entrando de sustituto en un partido en casa contra la S. D. Huesca que terminaría con un 0 a 0. El 30 de diciembre fue cedido al C. F. Rayo Majadahonda de la Segunda División B hasta el final de la temporada.
El 14 de agosto de 2017 se confirmó su fichaje por el C. F. Villanovense de la Tercera División. Y poco después, el 13 de junio, acordó un contrato de dos años con el Celta de Vigo "B".
El 27 de junio de 2020 hizo su debut con el R. C. Celta de Vigo, jugando de titular un partido contra el F. C. Barcelona, que terminaría en un 2 a 2. Fue sustituido en el minuto 80 de partido.
El 7 de agosto se hizo oficial su fichaje por el C. D. Tenerife para las siguientes tres temporadas. Solo estuvo una de ellas, ya que en julio de 2021 se marchó al C. E. Sabadell F. C.
Con el club arlequinado logró anotar 13 dianas, lo que le convirtió en el pichichi del equipo y por lo que ganó el premio al mejor jugador de la temporada, en la que se quedaron a dos puntos de disputar el play-off de ascenso a la Segunda División. Estos registros le permitieron volver a jugar en la categoría de plata, ya que el 21 de julio de 2022, tras haber rescindido su contrato, firmó por dos años con el F. C. Andorra.
Finalmente estuvo una única campaña en Andorra y en julio de 2023 regresó a la A. D. Alcorcón en su vuelta a la Segunda División. Esta segunda etapa en el club duró un único año, en el que marcó cinco goles, y en julio de 2024 fichó por el Córdoba C. F. con el que firmó hasta 2026.

## Clubes
| Club                            | País    | Año       |
| ------------------------------- | ------- | --------- |
| A. D. Alcorcón "B"              | España  | 2016-2017 |
| C. F. Rayo Majadahonda (cedido) | España  | 2017      |
| C. F. Villanovense              | España  | 2017-2018 |
| R. C. Celta de Vigo "B"         | España  | 2018-2020 |
| C. D. Tenerife                  | España  | 2020-2021 |
| C. E. Sabadell F. C.            | España  | 2021-2022 |
| F. C. Andorra                   | Andorra | 2022-2023 |
| A. D. Alcorcón                  | España  | 2023-2024 |
| Córdoba C. F.                   | España  | 2024-     |